# Вердениус, Ян-Якоб
Ян-Якоб Вердениус (норв. Jan Jacob Verdenius; род. 11 сентября 1973 года) — норвежский лыжник, победитель Кубка мира сезона 2000/01 в зачёте спринтерских гонок. 
В Кубке мира Вердениус дебютировал в 1993 году, в декабре 2000 года одержал свою единственную в карьере победу на этапе Кубка мира, в спринте. Кроме этого имеет на своём счету 2 попадания в тройку лучших на этапах Кубка мира, обе так же в спринте. Лучшим достижением Вердениуса в общем итоговом зачёте Кубка мира является 18-е место в сезоне 2000/01, в том же сезоне он стал первым в зачёте спринтерского Кубка мира.
За свою карьеру принимал участие в трёх чемпионатах мира, лучший результат 10-е место в спринте свободным ходом на чемпионате мира 2001 года в Лахти.
Свою профессиональную спортивную карьеру Вердениус завершил по окончании сезона 2001/02, но по настоящее время иногда принимает участие в марафонских гонках.